# صلاح كزارة
صلاح كَزَّارة (1363- 1446 هـ / 1944- 2025 م) عالم لغوي وباحث ومحقِّق سوري، أستاذ فقه اللغة واللسانيات ومناهج البحث، وعميد كلية الآداب والعلوم الإنسانية في جامعة حلب، وعضو مراسل في مجمع اللغة العربية بدمشق. لقِّب بالمكتبة المتنقلة. وكان متقنًا للغة الألمانية، وبعض اللغات السامية كالآرامية (السريانية) والكنعانية. درَّس في عدد من الجامعات العربية في البحرين وقطر واليمن والمغرب.

## ولادته وتحصيله
وُلد صلاح بن عبد القادر كَزَّارَة في حي باب قنسرين بمدينة حلب، يوم الثلاثاء 18 رمضان 1363هـ الموافق 5 سبتمبر (أيلول) 1944م. وتلقَّى دراسته النظامية فيها، وحصل على شهادة الثانوية العامَّة من ثانوية هنانو.
تلقَّى دراسته الجامعية في قسم اللغة العربية بكلية الآداب في جامعة دمشق، وحصل منها على الإجازة شهادة (ليسانس) في اللغة العربية وآدابها، عام 1968، بتقدير جيد جدًّا، وكان الأول على دفعته، ومن زملاء الدراسة الذين تخرَّجوا معه الدكتور مصطفى جطل. ثم أوفد إلى مصر لمتابعة دراسته العليا فحصل على شهادة (ماجستير) في فقه اللغة العربية من كلية الآداب بجامعة القاهرة، عام 1975، بتقدير ممتاز، وعنوان رسالته "عُمدة الكتَّاب لأبي القاسم يوسف بن عبد الله الزَّجَّاجي، تحقيق ودراسة".
ثم حوِّل إيفاده إلى ألمانيا الاتحادية ونال شهادة (دكتوراه) في فقه اللغات الساميَّة واللسانيات من معهد اللغات الشرقية في جامعة إرلنغن نورنبيرغ (ألكسندر فريدريش)، عام 1982، بتقدير جيد جدًّا، وانتفع هناك بأستاذه المستشرق الألماني فولفديترش فيشر.

## عمله ووظائفه
عقب حصوله على الدكتوراه عاد إلى سورية، وبدأ عمله مدرِّسًا في قسم اللغة العربية وآدابها بكلية الآداب والعلوم الإنسانية في جامعة حلب في 7 مايو (أيَّار) 1983، ثم تولَّى رئاسة قسم اللغة العربية في كلية الآداب بجامعة اللاذقية (جامعة تشرين سابقًا) في عامي 1984 و 1985، ومثَّل نقابة المعلِّمين في مجلس كلية الآداب بالجامعة عامي 1986 و 1987.
ثم تابع مسيرته التعليمية أستاذًا للغويات ومناهج البحث في قسم اللغة العربية بكلية الآداب في جامعة حلب، وتولَّى رئاسة القسم من 1994 إلى 1997. ثم عمل في مملكة البحرين فكان عضوَ مجلس قسم اللغة العربية والدراسات الإسلامية بجامعة البحرين من 1997 إلى 2001، وعضوَ لجنة الدراسات العليا في القسم.
ثم عاد إلى كلية الآداب في جامعة حلب فعُيِّن وكيلًا للكلية للشؤون العلمية، عامَي 2001 و 2002، فعميدًا للكلية عامَي 2002 و 2003. ثم انتقل إلى دولة قطر وعمل عضوًا في مجلس قسم اللغة العربية بجامعة قطر من 2004 إلى 2007، ومنسِّقًا لمقرَّرَي اللغة العربية لغير المختصِّين الأول والثاني في كليات جامعة قطر. ثم عاد إلى بلده ليتابع عمله في قسم اللغة العربية بجامعة حلب ما بين 2008 و 2013.
وحاضر أستاذًا زائرًا في جامعة صنعاء كلية التربية بتَعْز، وفي جامعة ليون بفرنسا، وجامعة سيدي محمد بفاس في المغرب. وأشرف على العديد من الرسائل الجامعية لطلَّاب الدراسات العليا في مرحلتي (الماجستير) و(الدكتوراه)، وشارك في مناقشة الكثير منها والحُكم عليها.
أمَّا المقرَّرات التي درَّسها في الجامعات المختلفة فهي: فقه اللغة، وعلم اللغة، والأدب الجاهلي، والأدب العباسي، وأدب العصر المملوكي، واللغة السُّريانية، واللغة الألمانية، والنقد العربي القديم، والبلاغة العربية، والنثر العربي القديم، ومدخل إلى منهجية البحث، ومهارات لغوية ونحوية. ودرَّس في مرحلة الدراسات العليا: أساليب النثر القديم، ودراسات في الأدب العربي القديم، ودراسات في الصوتيات واللغويات، وفقه اللغات السامية، واللغويات المقارنة، ولغة النقوش الكنعانية والآرامية، ومنهجية البحث وتحقيق المخطوطات.

## نشاطاته وعضوياته
- مدير المركز الاستشاري لتعليم اللغة الألمانية بجامعة حلب، 1993- 1997.
- رئيس لجنة امتحان اللغة العربية لغير المختصِّين، من المرشَّحين للتعيين أو التثبيت في الهيئة التدريسية أو الفنية بجامعة حلب، 1994- 1997.
- نائب رئيس تحرير مجلة بحوث جامعة حلب، سلسلة الآداب والعلوم الإنسانية، 1997.
- عضو لجنة معادلة الشهادات في مجلس التعليم العالي، بوِزارة التعليم العالي بدمشق، 2001- 2003.
- عضو لجنة التأليف والترجمة والنشر في جامعة حلب، 2001- 2003.
- عضو هيئة تحرير مجلة العاديات في جامعة حلب، 2001- 2003، ثم من 2013.
- انتُخب عضوًا مراسلًا في مجمع اللغة العربية بدمشق، منذ 2002.[7]
- عضو لجنة التعريب والمصطلح العلمي في وِزارة التعليم العالي بدمشق، 2003- 2004.
- عضو هيئة تحرير مجلة بحوث جامعة حلب، سلسلة الآداب والعلوم الإنسانية والتربية، 2008- 2012.
- رئيس منتدى أصدقاء المكتبة في جامعة حلب، 2011- 2015.
- عضو اللجنة العليا لتمكين اللغة العربية في سورية، منذ 2011.
- عضو مجلس إدارة جمعية العاديات حلب، 2019.
- أسهم في فحص الإنتاج العلمي لمرشَّحين من الجامعات السورية والعربية، للترقية العلمية.
- أسهم في تقويم بحوث كثيرة للنشر في المجلات والدوريات المحكَّمة.[3]

## محاضراته ومشاركاته
ألقى محاضرات علمية وثقافية على منابرَ عامَّة في مناسبات مختلفة، وشارك في ندَوات ومؤتمرات عضوًا في لجانها العلمية أو متقدِّمًا بأبحاث فيها، من ذلك:
- مؤتمر المستشرقين الألمان في برلين، 1980.
- ندوة النحو والصرف، وِزارة التعليم العالي بدمشق، 1984.
- قدَّم بحثًا في الندوة العالمية حول أبي العلاء المعرِّي، وِزارة التعليم العالي بدمشق، 1997.
- قدَّم بحثًا في ملتقى طرَفة بن العبد، جامعة البحرين بالمَنامة، 1998.
- ندوة تعليم اللغة العربيّة لغير الناطقين بها في دول مجلس التعاون، جامعة البحرين، 1999.
- قدَّم بحثًا في ندوة مجمع اللغة العربية بدمشق عن المعجم العربي، 2001.
- الندوة الدَّولية عن ابن حزم، جامعة حلب، 2002.
- الندوة الدَّولية عن عمر الخَيَّام بجامعة قطر، 2006.
- ألقى بحثًا على أساتذة كلية الآداب والعلوم بجامعة قطر، بعنوان مصادر المعرَّب والدَّخيل في اللغة العربية قديمًا وحديثًا، مارس (آذار)، 2006.
- المؤتمر السادس لمجمع اللغة العربية بدمشق، عن لغة الطفل واللغة الأم، نوفمبر (تشرين الثاني) 2007.
- قدَّم بحثًا في الندوة الخاصَّة باحتفالية اللغة الأم، مديرية الثقافة بحلب، بعنوان اللغة العربية الواقع والهُويّةَ في ظلِّ العولمة، 21 فبراير (شُباط) 2008.
- ألقى محاضرة في المعهد الفرنسي للدراسات العربية فرع حلب، بعنوان مصادر التراث العربي المخطوط والمطبوع: سُبل التعرُّف إليها واتِّجاهاتها، 3 مارس (آذار) 2008.
- قدَّم بحثًا في ندوة جامعة حلب وجامعة القلمون والمعهد الفرنسي للشرق الأدنى، عن الرائد قَسْطاكي الحِمْصي بمناسبة مرور 150 سنة على ولادته، جامعة حلب مايو 2008، ورأسَ الجلسة الافتتاحية.
- قدَّم بحثًا في في الندوة الخاصَّة باحتفالية اللغة الأم، بعنوان الأخطاء الشائعة في اللغة العربية، 21 فبراير (شُباط) 2009، وأُعدَّ للنشر في كتاب يصدر عن نقابة المعلِّمين في سورية.
- قدَّم بحثًا في المؤتمر الثامن لمجمع اللغة العربيّة بدمشق، عن التراث العربي رؤية معاصرة، بعنوان إحياء التراث وتحقيقه ونشره: كتاب تاريخ دمشق لابن عساكر نموذجًا، نوفمبر (تشرين الثاني)، 2009.
- قدَّم بحثًا في كلية الآداب بالقَيروان تونس، بمناسبة احتفالية القيروان عاصمة للثقافة الإسلامية 2009، في 11 ديسمبر (كانون الأول) 2009، بعنوان القَيْروان في التاريخ الإسلامي وبعض أعلامها في الفقه وعلوم القرآن وعلوم الحديث وعلوم العربية من غير المشاهير.
- قدَّم بحثًا في ندوة إشكالية التراث الثقافي العربي بين حدود الهُويَّة وآفاق العالمية، الدوحة، بعنوان كليلة ودِمنة في الترجمتين السريانية القديمة والعربية، فبراير (شُباط) 2010.
- قدَّم بحثًا في ندوة المعجم العربي الحاضر وآفاق المستقبل، جامعة آل البيت بالأردن، بعنوان المعجم التاريخي للغة العربية: جهود المستشرق أوغست فيشر وجهود جمعية المستشرقين الألمان ومجمع اللغة العربية في القاهرة، أكتوبر (تشرين الأول) 2010، ورأسَ جلسة.
- قدَّم بحثًا في مديرية الثقافة بحلب، بعنوان المستشرق الألماني كارل بروكلمان وكتابه تاريخ الأدب العربي، 5 أبريل (نَيْسان) 2011.
- قدَّم بحثًا في نقابة المهندسين بحلب، بعنوان صفَحات مجهولة من تاريخ حلب أواخر العهد العثماني، 10 سبتمبر (أيلول) 2011.
- قدَّم بحثًا في ندوة أصول الخط العربي والتراث، بمعهد التراث العربي في جامعة حلب، بعنوان أصول الخط العربي، يونيو (حَزِيران) 2015.
- قدَّم بحثًا في جمعية العاديات بحلب، بعنوان اللغة العبرية الحديثة ودور الصِّهْيَونيَّة في إحيائها، 21 ديسمبر (كانون الأول) 2015. وأعاد إلقاءه في مديرية الثقافة بحلب، أبريل (نَيْسان) 2016، وأعدَّه للنشر في مجلة الشهباء الثقافية.
- قدَّم بحثًا في المؤتمر الحادي والثلاثين لتاريخ العلوم عند العرب، معهد التراث العلمي بجامعة حلب، بعنوان القِفْطي وكتابه المحمَّدون من الشعراء وأشعارهم، 10 مايو (أيَّار) 2016.

## مكتبته
اعتنى صلاح كزَّارة بجمع الكتب، على اختلاف علومها وفنونها، ولا سيَّما في اللغة والأدب، حتى ملك مكتبة ضخمة، قال عنها: لديَّ مكتبة بدأت بجمعها وأنا طالبٌ في الحادي عشر في الثانوي، وكان الفضل في ذلك لأستاذ اللغة العربية الأستاذ عبد الوهَّاب الصابوني رحمه الله، وهو الذي غرسَ في نفسي حبَّ الكتاب، وحبَّ اقتنائه والعناية به، واستمرَّ هذا الحبُّ حتى يومنا هذا، ونسأل الله ألا ينقطع.
لذلك عندي مكتبة ضخمة كاملة فيها قسم تراثيٌّ كبير، ولديَّ مجموعة كبيرة من دواوين الشعر النادرة، ومجموعة من كتب اللغة والنحو والمعاجم، تكاد تكون كاملة، وكتب حديثة منوَّعة على اختلاف الفنون والموضوعات، وقد بلغ عدد تصنيفاتها عشرة آلاف عنوان إن لم يكن أكثر، وكلُّ عنوان وراءه عشَرات الكتب، فهناك عنوان مثلًا وراءه 24 جزءًا أو أربعة أو خمسة في كل تصنيف، وهي تقريبًا وقفٌ على طلبة الدراسات العليا، لا أردُّ سائلًا، مع أن هذا الأمر عرَّض المكتبة لفِقدان كثيرٍ من كتبها، فمنهم من يستعير منها ولا يردُّها.

## كتبه وآثاره

#### كتبه
1. شعر تميم في العصر الجاهلي: جمع وتحقيق ودراسة لغوية مقارنة في ضوء اللغات السامية، نُشر في إرلنغن بألمانيا الاتحادية باللغة الألمانية، 1982.
2. أبحاث عربية مُهداة للمستشرق الألماني فولفديترش فيشر (بالمشاركة)، جَرُّوس برِس، بيروت وقبرص، 1994.
3. عليُّ بن المقرَّب العُيوني: حياته وشعره في المصادر العربية والأجنبية، مؤسسة جائزة عبد العزيز سعود البابطين للإبداع الشعري بالكويت، 2002.
4. اللغة العربية لغير المختصِّين (بالاشتراك)، جامعة حلب، 2002.
5. اللغة العربية لغير المختصِّين لطلاب العلوم الصحية، بالاشتراك مع د. مصطفى جطل، ود. راتب سكَّر، ود. جودت إبراهيم، كلية العلوم الصحية بجامعة دمشق.[8]
6. عُمدة الكتَّاب لأبي القاسم يوسف بن عبد الله الزَّجَّاجي، تحقيق ودراسة، وهو رسالته للماجستير.
7. شعر قيس بن عاصم المِنقَري: جمع وتحقيق وشرح.
8. حريق مكتبة الإسكندرية فِرْيةٌ ظالمة أُلصِقَت بالعرب المسلمين، نُشر ملخَّص له في جريدة أخبار الخليج بالمنامة، العدد 7559، الخميس 2 أكتوبر (تشرين الأول) 1998.
9. شعر عبد الله بن الزِّبَعْرَى تحقيق عبد الله الجُبُوري، نقد واستدراك.

#### بحوثه ومقالاته
نَشَرَ بحوثًا ودراسات علمية في مجلَّات محكَّمة، مثل مجلة دراسات اللغة العربية (فيسبادن- ألمانيا) Zeitschrift fuer Arabische Linguistik، ومجلة مجمع اللغة العربية بدمشق، ومجلة بحوث جامعة حلب سلسلة الآداب والعلوم الإنسانية، ومجلة جامعة اللاذقية (جامعة تشرين)، ومجلة الأسبوع الأدبي عن اتحاد الكتَّاب العرب بدمشق، وغيرها. من هذه البحوث:
1. دراسات ونصوص من لهجة حلب (بالمشاركة) القسم الأول، في مجلة دراسات اللغة العربية (فيسبادن)، العدد 5، عام 1980 (باللغة الألمانية).
2. حول ضَمْرة بن ضَمْرة النَّهْشَلي تحقيق وتعليق، مجلة المورد ببغداد، أكتوبر 1982، دراسة نقدية لشعر ضمرة بن ضمرة الذي حقَّقه د. علي شلش.[9]
3. شعر الأَعشَى بن النبَّاش جمع وتحقيق وشرح، مجلة جامعة تشرين، فبراير (شُباط) 1982.[10]
4. دراسات ونصوص من لهجة حلب (بالمشاركة) القسم الثاني، مجلة دراسات اللغة العربية (فيسبادن)، العدد 12، عام 1984 (باللغة الألمانية).
5. تعقيب على مقالة "المختار من شعر بشار للدكتور شاكر الفحَّام"، مجلة مجمع اللغة العربية بدمشق، المجلد 62 - الجزء الرابع، عام 1987.[11]
6. ظاهرتا المشترك اللفظي والتضاد عند ابن سِيدَه (بالمشاركة)، مجلة بحوث جامعة حلب، سلسلة الآداب والعلوم الإنسانية، العدد 14، عام 1989.
7. الإبدال الصَّرفي وأثرُه في الاستخفاف (بالمشاركة)، مجلة بحوث جامعة حلب، سلسلة الآداب والعلوم الإنسانية، العدد 18، عام 1990.
8. تصحيح تحريف في العِقْد الفريد وتحقيق في اسم الشاعر كَثِير بن الغَرِيزة النَّهْشَلي، مجلة مجمع اللغة العربيّة بدمشق، المجلد 68 - الجزء الرابع، عام 1993.[12]
9. حول الراهنامج والأرجوزة المِعْلَقِيَّة، مجلة مجمع اللغة العربية بدمشق، المجلد 70 - الجزء الثالث، عام 1996.[13]
10. سعيد الأفغاني محقِّقًا، مجلة الأسبوع الأدبي بدمشق، العدد 64، عام 1994.
11. جهود المحدِّثين في التقعيد لتحقيق النصوص، في مجلة الأسبوع الأدبي بدمشق، العدد 77، عام 1994.
12. العَلاقة بين الدالِّ والمَدلول (بالمشاركة)، مجلة بحوث جامعة حلب، العدد 28، عام 1995.
13. الدَّلالة بين اللفظ والمعنى (بالمشاركة)، مجلة بحوث جامعة حلب، العدد 28، عام 1995.
14. عيون المؤلَّفات لعبد الوهَّاب الصابوني تعريف ونقد، مجلة الأسبوع الأدبي بدمشق، العدد 522، عام 1996.
15. مصطلحات الأمراض في كتاب القانون في الطب لابن سينا- درس لغوي (بالمشاركة)، في مجلة بحوث جامعة حلب، العدد 31، عام 1996.
16. من تراثنا اللغوي: كتب الألفاظ، مجلة بحوث جامعة حلب، العدد 32، عام 1997.
17. الوهم والخيال بين الحقيقة والمَجاز (بالمشاركة)، مجلة بحوث جامعة حلب، العدد 32، عام 1997.
18. آثار أبي العلاء المَعَرِّي دليل وِراقي (ببليوغرافي)، في كتاب ندوة أبي العلاء المعرِّي، المجلس الأعلى لرعاية الآداب والفنون، وِزارة التعليم العالي بدمشق، 1998.
19. شعر طَرَفة بن العَبْد دليل وِراقي (ببليوغرافي) لما نُشر منه، في كتاب ملتقى طرفة بن العبد، إدارة الثقافة في وِزارة الإعلام بالمَنامة، والمؤسسة العربية للدراسات والنشر ببيروت، 2000.
20. متى بدأت أكذوبة حَرْق العرب مكتبة الإسكندرية، جريدة الحياة بلندن، العدد 13714، الخميس 28 سبتمبر (أيلول) 2000.
21. اللغة الألمانية نشأةً وتطوُّرًا، في الموسوعة العربية بدمشق، المجلد 3، عام 2001.[14]
22. آثار أبي العلاء المعرِّي دليل وِراقي، صياغة جديدة منقَّحة تشمل ما طُبع من آثار المعرِّي الشعرية حتى نهاية عام 2000، مجلة مجمع اللغة العربية بدمشق، المجلد 77 - الجزء الثالث، عام 2002.[15]
23. إحياء التراث وتحقيقه ونشره: كتاب تاريخ دمشق لابن عساكر نموذجًا، مجلة المجمع الجزائري للغة العربية، المجلد 6، العدد 11، 1431هـ/ 2010م.[16]
24. كليلة ودِمنة في الترجمتين السريانية القديمة والعربية، مجلة معهد المخطوطات العربية في القاهرة، المجلد 54، الجزء 2، نوفمبر (تشرين الثاني) 2010.[17]
25. قراءة في المستدرك على ديوان أبي تمام بشرح التبريزي، مجلة التراث العربي بدمشق، العدد المزدوج 123- 124، 2011- 2012.
26. مدخل إلى تأصيل المُفردات الأعجمية (المعرَّبة والدَّخيلة) في موسوعة حلب المقارنة لخير الدين الأسدي، مجلة العاديات بحلب، السنة 8، العدد 2، 2011.
27. اللاساميَّة: إضاءات جديدة، مجلة الشهباء الثقافية، العدد 6، أبريل- مايو(نَيْسان- حَزِيران) 2012.
28. المتكلِّم وأثره في التأويل النحوي، البحر المحيط لأبي حيَّان نموذجًا (بالاشتراك)، مجلة البيان بالكويت، العدد 515، يونيو (حَزِيران)، 2013.

#### كتب راجعها
1. الدخيل والأثيل في شعر أمية بن أبي الصَّلْت دراسة لغوية دلالية مقارنة، تأليف نذير جعفر، وِزارة الثقافة السورية، 2012.[18]
2. اللامكان الذي فيه نور الله: بحوث في الفكر والفن ولطائف أدبية، تأليف الدكتور عصام قصبجي، شارك في تحريره مع كل من عيسى العاكوب، وفاغية قصبجي، مديرية الكتب والمطبوعات الجامعية بحلب، 1432هـ/ 2011م.[19]

#### رسائل أشرف عليها

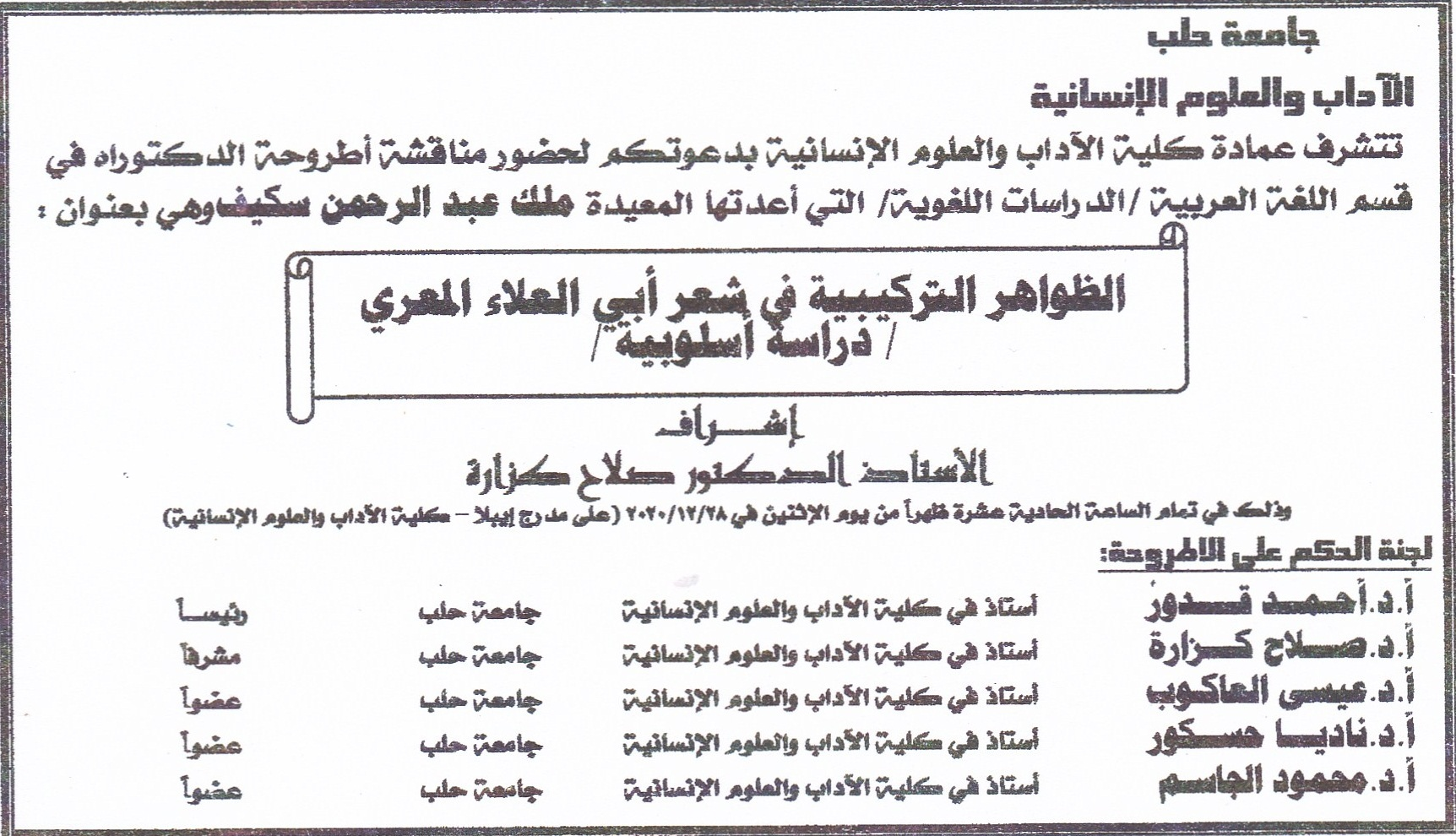
إعلان مناقشة رسالة دكتوراه في جامعة حلب، في الدراسات اللغوية، للطالبة ملك سكيف، بإشراف الدكتور صلاح كزَّارة

من رسائل الدكتوراه التي أشرف عليها في كلية الآداب بجامعة حلب:
1. رسالة الطالبة سويس حميد البطمان، بعنوان: العَلاقات الدلالية في ضوء السياق، شارك في الإشراف الدكتور مصطفى جطل، نوقشت عام 1415هـ/ 1995م.[20]
2. رسالة الطالب راشد عبد الله المنصور، بعنوان: الوصفية في اللسانيات العربية الحديثة دراسة في التلقي والتوظيف، نوقشت في مدرَّج إيبلا، بتاريخ 21 يوليو (تمُّوز) 2020.[21]
3. رسالة الطالبة ملك عبد الرحمن سكيف، بعنوان: الظواهر التركيبية في شعر أبي العلاء المعري دراسة أسلوبية، نوقشت في مدرَّج إيبلا، بتاريخ 28 ديسمبر (كانون الأول) 2020.[22]
4. رسالة الطالبة هبة أحمد نذير منافيخي، بعنوان: معاجم المصطلحات اللسانية في العربية دراسة في المنهج والمادَّة، نوقشت في مدرَّج إيبلا، بتاريخ 11 أبريل (نَيْسان) 2021.[23]

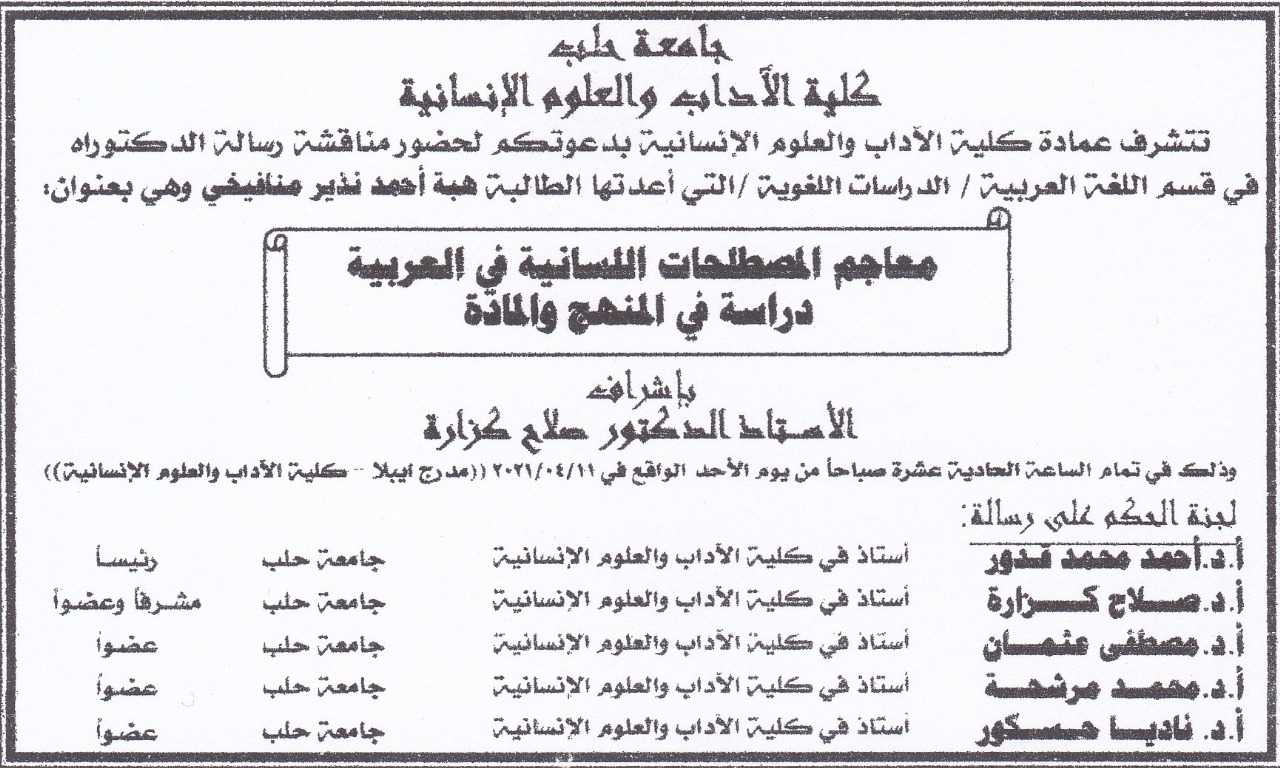
إعلان مناقشة رسالة دكتوراه في جامعة حلب، في الدراسات اللغوية، للطالبة هبة منافيخي، بإشراف الدكتور صلاح كزَّارة

ومن رسائل الماجستير التي أشرف عليها في جامعة حلب:
1. رسالة الطالب عبد القادر سلامي، بعنوان: ابن سِيدَه اللغوي، نوقشت عام 1409هـ/ 1989م.
2. رسالة الطالبة سويس حميد البطمان، بعنوان: الفعل بين العربية واللغات السامية، شارك في الإشراف الدكتور أحمد إبراهيم هبو، نوقشت عام 1409هـ/ 1989م.
3. رسالة الطالب مولاي عبد الحفيظ طالبي، بعنوان: الإبدال في اللغة العربية مظاهره وعوامله وأثره في تنمية اللغة وتفسيرها، نوقشت عام 1410هـ/ 1990م.
4. رسالة الطالبة ميسون شوَّا، بعنوان: الحقيقة والمجاز بين اللغة والبلاغة حتى نهاية القرن السادس الهجري، نوقشت عام 1417هـ/ 1997م.
5. رسالة الطالبة إيمان الرمضان، بعنوان: المصطلح العلمي في كتاب القانون في الطب لابن سينا تحليل لغوي ودلالي وصوتي، نوقشت عام 1417هـ/ 1997م.
6. رسالة الطالب مالك عبد الرحمن مصطفى، بعنوان: المصطلحات اللغوية في كتاب العين، نوقشت عام 1422هـ/ 2002م.[24]

## صفاته
- أشاد به أستاذُه الأديب الناقد الدكتور عبد الكريم الأشتر قائلًا: «هو في السابق تلميذي في السنة الثالثة والرابعة في جامعة دمشق، نشيط جدًّا، وله إلمام ممتاز بالمكتبة العربية مخطوطها ومطبوعها، صاحب ذاكرة عجيبة ومذهلة في بعض الأحيان، يحفظ الأسماء والأرقام (تواريخ الطبَعات).. أمين جدًّا على الحقيقة ومؤتمَن لا يزيد ولا ينتقص ويعطي الإنسان حقَّه إذا ترجم لإنسانٍ أو عرَّف به.. زار جامعاتٍ عربيةً عديدة، وليست له اهتماماتٌ بالمناصب يتركها للآخرين، مشغول بمكتبته التي تحتوي الأسرار، فلا يُذكر كتاب أمامه إلا سعى لاقتنائه، وإذا عُرِّف الدكتور صلاح من نتاجه العلمي يُظلَم، لأنه أكثرُ من هذا، فلم يُتَح له الأمر في تنقله من جامعة لجامعة أن يكتبَ على المكتب. وهو تلميذي وأنا أفيدُ منه كثيرًا، وأستعين بذاكرته على قضاء بعض الأشياء وتذكُّرها منذ عشرات السنين».[4]
- بيَّن صديقه الدكتور سعد الدين كليب مكانته بقوله: «كثيرًا ما أحارُ أمام شخصية الصديق الدكتور صلاح كزَّارة، فحينًا يًخيَّل إليَّ أنني أراه وهو يخرج توًّا من دكاكين الورَّاقين في بغداد، متأبِّطًا آخرَ ما استنسخوه أو استنسخه بنفسه كأمهر الورَّاقين. وحينًا أراه يخرج من صفَحات الشبكة العنكبوتية (الإنترنت) وهو يتحدَّث عمَّا استجدَّ في عواصم العالم الثقافية. وحينًا أراه يتجوَّل كأيِّ مكتبة حيَّة مكتظَّة».[4]
- وصفه تلميذه الدكتور باللغويات عبد السميع الأحمد قائلًا: «تَلْمَذتُ للدكتور صلاح كزَّارة في دبلوم اللغويات بجامعة حلب.. وقد درَّسنا في هذه السنة نخبةٌ من دكاترة جامعة حلب، ولكن كان للدكتور صلاح حضورٌ مختلف، لا يُضاهيه حضور آخرُ، وإطلالة مميزة، لا تشبهها إطلالة أخرى. كانت محاضراته في معهد التراث بعيدًا عن صَخَب الجامعة، في صومعة علمية، لا تكاد تسمع فيها رِكزًا.. وكانت تبدأ المحاضرة سيلًا متدفقًا، وأواذي منهمرة، ومعلومات تأخذ الواحدة بعُنق الأخرى، لا تكاد تنتهي فريدةٌ حتى يتبعها بخريدة جديدة، كأنما يمتَحُ من بحر، ويستقي من يَمّ. كان يعلِّمنا مادة فقه اللغة، ومن غيره يمكن أن يتصدَّى لهذا العلم، وهو المتخصِّص في فقه اللغات السامية؟ ينطلق في محاضرته متشعبًا في مسائل هذا العلم، مدققًا محققًا مقارنًا، في تسلسل منظَّم، وشمول محيط، إن مرَّ اسم عالم أو مؤلِّف توقف عنده، فعرَّف به، واستعرضَ أهمَّ مؤلفاته، معدِّدًا طبَعاتها، ودار النشر، مقارنًا بين هذه الطبعات. فإن كان الكتاب تراثيًّا ذكر محقِّق الكتاب أو محققيه، مفاضلًا بينهم، منبِّهًا على السلبيات والإيجابيات، مشيرًا إلى دار النشر، وأفضل طبَعات الكتاب، في استحضار عجيب، واستدعاء مدهش، وذاكرة منظمة، وتركيز كبير، وعطاء متواصل، قد يستمرُّ أحيانًا إلى ثلاث ساعات دأبًا، لا يتسلل فيها إلى أحدٍ منَّا ملل، أو يدلف إليه فتور، نخرج بعدها، ينظر بعضُنا في وجوه بعض، ونحن نقول: ما شاء الله!».[25]
- كتب تلميذه الناقد اليمني الدكتور عبد الحميد الحسامي: «كنتُ واحدًا من طلَّاب كلية التربية بتعز قسم اللغة العربية الذين تتلمذوا على يدي الدكتور صلاح كزَّارة، لم أعرف في مسيرتي العلمية  والحياتية أستاذًا بصرامته وتأثيره وقوة شخصيته. أستاذ يجمع في آنٍ صرامة علمية لا تُحَدُّ  وأبوَّة لا توصَف، فلا يكشف عن تفاصيلها إلا بمقدار. لا يجتاز مقرَّرَه إلا من يفكر ويتابع ويكتب متجاوزًا أخطاء المعرفة والكتابة بكل أشكالها. على يديه عرَفنا اللسانيات الحديثة، وفي محاضراته كانت أعلامُ اللغة التراثية والغربية وجهودهم تُطل على مسامعنا، ولأول مرَّة. كان يفتح عيوننا على المعرفة بحِرص ومحبَّة، وينصحنا بمتابعة الجديد وقراءة كتب الأعلام التي تضيف إلينا معرفة نوعية.. حينما تُلِيَ اسمُه لتكريمه في حفل تخرُّج دفعتنا (الدفعة الرابعة) عام 1993 كان المدرَّج كلَّما انتهى من التصفيق يعاوده مرَّة ثانية، فأنت أمام بطل عشقته الجماهير بمقدار قسوته الحانية عليها. سلام عليك، فأنت حضور لا يغيب».[26]
- عبَّرت تلميذته الدكتورة ملك سكيف عن صفة العالم المتمثلة في شخصيته، فكتبت: «إذا قيل لي: عرِّفي بالدكتور صلاح كزَّارة، لم أجد خيرًا من كلمتين اثنتين تَفِيانِه حقَّه (رجل عِلم)، باكتمالهما فيه على سبيل الحقيقة لا المجاز. (رجل علم) تعني أن تجعل العلمَ هو القطبَ الذي تدور عليه حياتُك كلُّها، فتحيا لهذه الرسالة، وتجعلها أولويَّتك، وتجعل نفسَك أهلاً لحملها، وهذا لا يكون إلا باجتماع أمرين معًا؛ علمٌ مُتقنٌ بمنهج علمي مُحكَم، وأخلاقياتٌ يتحلَّى بها العالم. ثم يؤلِّف بينهما بسِلك متين من الشغف والعشق للبحث والمعرفة والاكتمال. حين رأيت الدكتور صلاح أوَّل مرَّة في محاضرته لنا في دبلوم الدراسات العليا غمرَني شعور بالسعادة لا أستطيع وصفه، وقلت في نفسي: هذا هو رجلُ العِلم الذي أبحث عنه لينيرَ لي دربي. بهرَني بعلمه الواسع، وحفظه العجيب، ومحاكمته العلمية الصارمة، وشموله لكلِّ جزئيَّات القضية المدروسة. وجذبني بأن جمع إلى ذلك كلِّه ابتسامةَ العالم الواثق المحبِّ المتواضع لطلَّابه، الذي لا يملُّ من سؤالهم. فأنت ترى العلم حين تراه، يمشي مَهيبًا جليلًا محبوبًا قريبًا ليِّنًا، وتراه قد تمثَّل به عشقًا، وكأن هذا العشقَ جرى في دمائه، فانطلق به لسانُه، وفاض على قامته بهاؤُه».[27]

## تكريمه
- كرَّمته جامعة حلب بالاشتراك مع اتحاد الكتَّاب العرب، في اليوم العالمي للغة العربية، وأقيم الحفل في مدرَّج كلية الطب الكبير بالجامعة، عام 2022، وممَّن كُرِّم معه كلٌّ من: جورج جبُّور، وعيسى العاكوب، وأحمد محمد قدوُّر، وفايز الداية، وحسين جمعة.[28]

## وفاته ونعيه

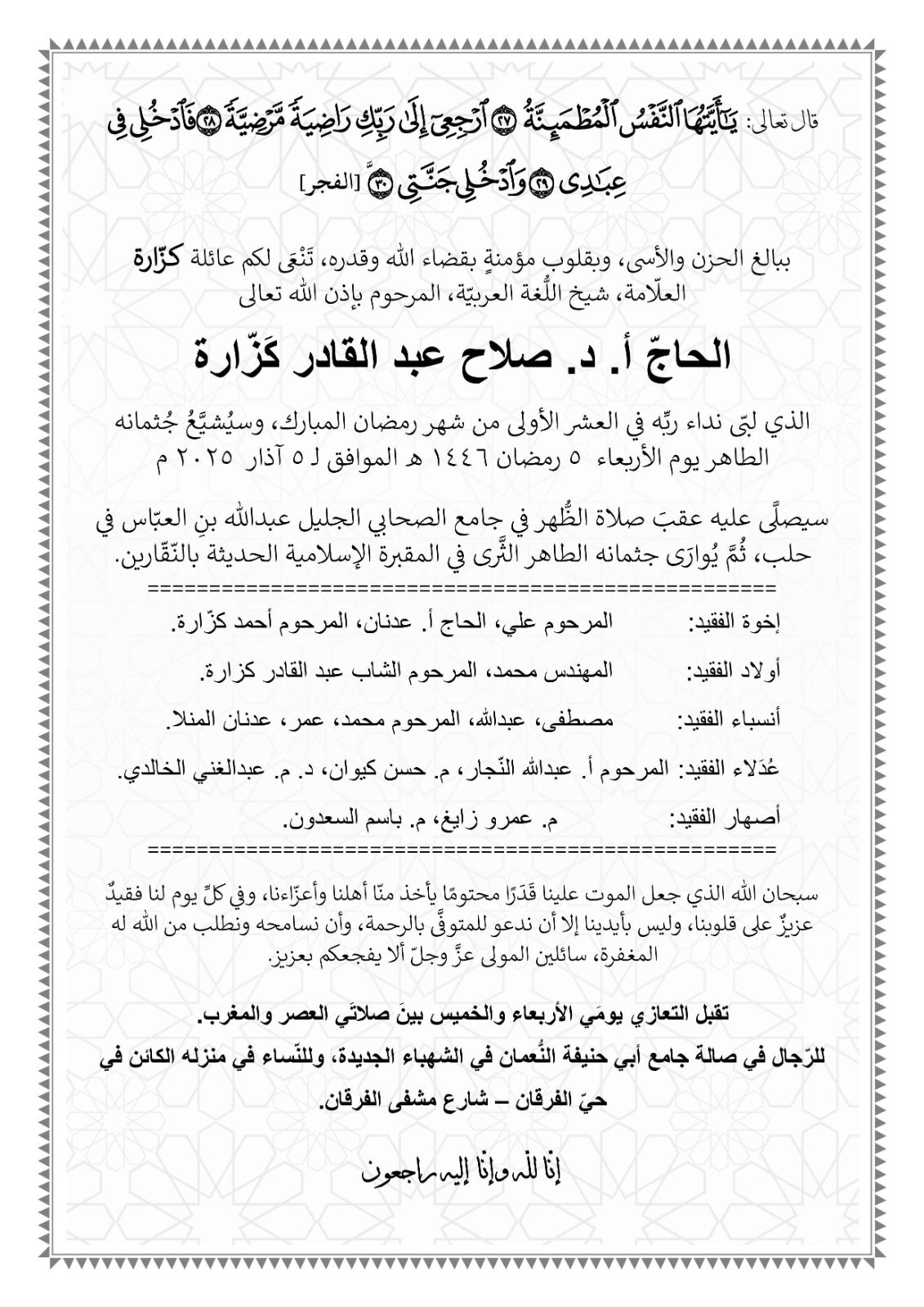

توفي صلاح كزَّارة في حلب، يوم الثلاثاء 4 رمضان 1446هـ الموافق 4 مارس (آذار) 2025، عن عمر ناهز ثمانين عامًا، وصُلي على جثمانه في اليوم التالي ظهرًا، في جامع الصحابي عبد الله بن عباس بحلب، ودُفن في المقبرة الإسلامية الحديثة بالنقَّارين.
نعاه مجمع اللغة العربية بدمشق، في بيان جاء فيه: يَنعَى مجمع اللغة العربية بدمشق العالمَ الجليل الأستاذ الدكتور صلاح كزَّارة، العضوَ المراسل في المجمع.. رحمه الله الرحمة الواسعة سَعةَ ما قدَّمه لأمَّته من خدمة جليلة للغة العربية، ممَّا يجعل من فِقدانه خسارةً كبيرة على مختلف الصُّعُد وطنيًّا وقوميًّا وإنسانيًّا. تغمَّد الله فقيدنا الكبير بواسع رحمته، وأسكنه فسيح جنَّاته، وألهم أهله وذويه وأصدقاءه وطلَّابه الصبر والسُّلوان، وإنا لله، وإنا إليه راجعون.
ونعاه اتحاد الكتَّاب العرب في موقعه الرسمي، وجاء في النعي: رئيسُ اتحاد الكتَّاب العرب وأعضاءُ المكتب التنفيذي ومجلس الاتحاد وأعضاء الاتحاد ينعَون هذه القامة الفكرية التي خسرها وسطنا الفكري والأدبي، يتقدَّمون من أهله وذويه وطلَّابه ومحبِّيه بأصدق التعازي والمواساة، راجين من المولى أن يُلهمَهم الصبر والسُّلوان.

## وصلات خارجية
- أرشيف الشارخ للمجلات الأدبية والثقافية العربية - مقالات صلاح كزَّارة
- الدكتور صلاح كزَّارة يتجاوز العشرة آلاف عنوان قراءة - قناة سما
- كيف تكتب بحثًا د. صلاح كزَّارة
- كلمة تأبين ألقاها الدكتور عيسى العاكوب، عند دفن الدكتور صلاح كزَّارة
- أبناء الأثير الثلاثة في حديث عفوي للعالم الدكتور صلاح كزَّارة